# Żółtobarczyki
Żółtobarczyki (Sturnirini) – monotypowe plemię ssaków z podrodziny owocnikowców (Stenodermatinae) w obrębie rodziny liścionosowatych (Phyllostomidae).

## Rozmieszczenie geograficzne
Plemię obejmuje gatunki występujące w Ameryce Środkowej i Południowej.

## Morfologia
Długość ciała 47–101 mm, ogona brak, długość ucha 12–22 mm, długość tylnej stopy 9–21 mm, długość przedramienia 32,6–61,6 mm; masa ciała 10–59 g.

## Systematyka
Rodzaj zdefiniował w 1842 roku angielski zoolog John Edward Gray w artykule zatytułowanym Opisy kilku nowych rodzajów i pięćdziesięciu niezarejestrowanych gatunków ssaków, opublikowanym w czasopiśmie „The Annals and magazine of natural history”. Gatunkiem typowym jest (oznaczenie monotypowe) żółtobarczyk mały (S. lilium).

### Etymologia
- Sturnira (Sturnia, Sturmira, Slumira): łac. sturnus ‘szpak’; być może również honoruje ‘Starling’ (pol. szpak), okrętu który konwojował H.M.S. ‘Sulphur’ podczas jego podróży do Brazylii i po Pacyfiku w 1836 roku (podczas tego rejsu zebrano okaz typowy)[19].
- Stenoderma: gr. στηνος stēnos ‘cienki’; δερμα derma, δερματος dermatos ‘skóra’[20]. Gatunek typowy (oznaczenie monotypowe): Stenoderma chilensis Gay, 1847 (= Phyllostoma lilium É. Geoffroy Saint-Hilaire, 1810).
- Nyctiplanus: gr. νυκτιρλανος nuktiplanos ‘nocny włóczęga’, od νυκτι- nukti- ‘nocny’, od νυξ nux, νυκτος nuktos ‘noc’; πλανος planos ‘włóczęga’[21]. Gatunek typowy (oznaczenie monotypowe): Nyctiplanus rotundatus J.E. Gray, 1849 (= Phyllostoma lilium É. Geoffroy Saint-Hilaire, 1810).
- Corvira: łac. corvus ‘kruk’, analogicznie do Sturnira[9]. Gatunek typowy (oryginalne oznaczenie): Corvira bidens O. Thomas, 1915.
- Sturnirops: rodzaj Sturnira J.E. Gray, 1842 (żółtobarczyk); gr. ωψ ōps, ωπος ōpos ‘wygląd’[10]. Gatunek typowy (oryginalne oznaczenie): Sturnirops mordax G.G. Goodwin, 1938.

### Podział systematyczny
Do plemienia należy jeden rodzaj żółtobarczyk (Sturnira) z dwudziestoma czterema gatunkami zgrupowanymi w dwóch porodzajach:
| Podrodzaj | Grafika | Gatunek               | Autor i rok opisu                                                                       | Nazwa zwyczajowa          | Podgatunki         | Rozmieszczenie geograficzne | Podstawowe wymiary                                              | Status IUCN |
| --------- | ------- | --------------------- | --------------------------------------------------------------------------------------- | ------------------------- | ------------------ | --- | --------------------------------------------------------------- | ----------- |
| Corvira   |         | Sturnira bidens       | (O. Thomas, 1915)                                                                       | żółtobarczyk dwuzębny     | gatunek monotypowy | obszary Andów w zachodniej Wenezueli, Kolumbii, Ekwadorze i Peru; zakres wysokości: 1700–3000 m n.p.m. | DC: 6,2–6,7 cm DO: bezogonowy DP: 3,9–4,3 cm MC: 14–21 g        | LC          |
| Corvira   |         | Sturnira nana         | A.L. Gardner & J.P. O’Neill, 1971                                                       | żółtobarczyk drobny       | gatunek monotypowy | znany tylko z południowo-wschodniego Ekwadoru (Cordillera del Cóndor) i południowo-środkowego Peru (Huanhuachayo i Ayucucho); zakres wysokości: 1250–1670 m n.p.m.                                                      | DC: 4,7–5 cm DO: bezogonowy DP: 3,3–3,6 cm MC: 10–02 g          | EN          |
| Corvira   |         | Sturnira boadai       | Yánez-Fernández, M.R. Marchán-Rivadeneira, Velazco, S.F. Burneo, Tinoco & Camacho, 2023 |                           | gatunek monotypowy | endemit Ekwadoru: znany tylko z dwóch miejsc w Zamora-Chinchipe; być może również przyległe północno-wschodnie Peru; zakres wysokości: 1250–1430 m n.p.m.                                                               | DC: brak danych DO: brak danych DP: 3,3–3,4 cm MC: brak danych  | NE          |
| Sturnira  |         | Sturnira aratathomasi | R.L. Peterson & Tamsitt, 1968                                                           | żółtobarczyk górski       | gatunek monotypowy | zachodnia Kolumbia, zachodnia Wenezuela, Ekwador i Peru; zapisy z Ekwadoru nie zawierają dokładnych lokalizacji; zakres wysokości: 1650–3165 m n.p.m.                                                                   | DC: 8,8–10,1 cm DO: bezogonowy DP: 5,5–6,1 cm MC: 47–54 g       | LC          |
| Sturnira  |         | Sturnira hondurensis  | G.G. Goodwin, 1940                                                                      |                           | gatunek monotypowy | północny Meksyk (na południe od północnej Sinaloa i południowego Tamaulipas), Gwatemala, Salwador, Honduras i Nikaragua; zakres wysokości: powyżej 800 m n.p.m.                                                         | DC: 6,6–7 cm DO: bezogonowy DP: 4,1–4,5 cm MC: 17–23 g          | LC          |
| Sturnira  |         | Sturnira burtonlimi   | Velazco & B.D. Patterson, 2014                                                          |                           | gatunek monotypowy | znany tylko z zachodniej Panamy (Santa Clara, Chiriqui) i zachodniej Kostaryki (Cartago); zakres wysokości: 1290–1500 m n.p.m.                                                                                          | DC: 7–7,2 cm DO: bezogonowy DP: około 4,4 cm MC: około 19 g     | DD          |
| Sturnira  |         | Sturnira ludovici     | H.E. Anthony, 1924                                                                      | żółtobarczyk wyżynny      | gatunek monotypowy | Kolumbia, Wenezuela i Ekwador; zakres wysokości: 30–2900 m n.p.m. | DC: 6,6–7,7 cm DO: bezogonowy DP: 4,4–5 cm MC: 22–30 g          | LC          |
| Sturnira  |         | Sturnira adrianae     | Molinari, Bustos, S.F. Burneo, Camacho, S.A. Moreno & Fermín, 2017                      |                           | 2 podgatunki       | wszystkie andyjskie i przybrzeżne góry Wenezueli oraz przylegające wschodnie Andy w Kolumbii; zakres wysokości: 60–2400 m n.p.m.                                                                                        | DC: 5,5–8,5 cm DO: bezogonowy DP: 4,4–5,2 cm MC: 19–35 g        | NE          |
| Sturnira  |         | Sturnira oporaphilum  | (von Tschudi, 1844)                                                                     | żółtobarczyk andyjski     | gatunek monotypowy | wschodni Ekwador, wschodnie Peru, Boliwia i północno-zachodnia Argentyna; zakres wysokości: 300–2950 m n.p.m. | DC: 6,6–7,5 cm DO: bezogonowy DP: 4,4–4,8 cm MC: 17–23 g        | LC          |
| Sturnira  |         | Sturnira mistratensis | M. Contreras & Cadena, 2000                                                             | żółtobarczyk samotny      | gatunek monotypowy | endemit Kolumbii: znany tylko z miejsca typowego (Mistrató, Risaralda) w zachodnich Andach; zakres wysokości: około 1000 m n.p.m.                                                                                       | DC: około 6,8 cm DO: bezogonowy DP: około 4,3 cm MC: około 24 g | DD          |
| Sturnira  |         | Sturnira sorianoi     | C. Sánchez-Hernández, Romero-Almaraz & Schnell, 2005                                    | żółtobarczyk tajemniczy   | gatunek monotypowy | znany z izolowanych miejsc w północno-zachodniej Wenezueli (Mérida) i wschodniej Boliwii (Santa Cruz); zakres wysokości: do 3000 m n.p.m.                                                                               | DC: 5,7–6,9 cm DO: bezogonowy DP: 4,3–4,4 cm MC: 17–21 g        | DD          |
| Sturnira  |         | Sturnira koopmanhili  | T.J. McCarthy, L. Albuja & M.S. Alberico, 2006                                          | żółtobarczyk skryty       | gatunek monotypowy | niziny i przyległe andyjskie zbocza w zachodniej Kolumbii (Chocó) na południe do północn-zachodniego Ekwadoru (Chimborazo); zakres wysokości: 300–2000 m n.p.m.                                                         | DC: 7,2–8 cm DO: bezogonowy DP: 4,8–5,3 cm MC: 25–36 g          | DD          |
| Sturnira  |         | Sturnira mordax       | (G.G. Goodwin, 1938)                                                                    | żółtobarczyk kordylierski | gatunek monotypowy | północno-zachodnia Kostaryka (Cordillera de Guanacaste) do zachodniej Panamy (Kordyliera Środkowa); zakres wysokości: 600–2900 m n.p.m.                                                                                 | DC: 7–7,5 cm DO: bezogonowy DP: 4,3–4,9 cm MC: 24–31 g          | LC          |
| Sturnira  |         | Sturnira perla        | Jarrín-Valladares & Kunz, 2011                                                          | żółtobarczyk ekwadorski   | gatunek monotypowy | endemit Ekwadoru: tropikalne, nizinne lasy deszczowe w Chocó; prawdopodobnie południowo-zachodnia Kolumbia; zakres wysokości: 35–700 m n.p.m.                                                                           | DC: 5,6–6,6 cm DO: bezogonowy DP: 4,1–4,8 cm MC: około 18 g     | DD          |
| Sturnira  |         | Sturnira tildae       | de la Torre, 1959                                                                       | żółtobarczyk amazoński    | gatunek monotypowy | wschdnie andyjskie zbocza i niziny w Kolumbii, Wenezueli, Trynidad i Tobago (Trynidad), region Gujana, Brazylia, Ekwador, Peru i północna Boliwia                                                                       | DC: 6,6–7 cm DO: bezogonowy DP: 4,3–5,5 cm MC: 23–30 g          | LC          |
| Sturnira  |         | Sturnira erythromos   | (von Tschudi, 1844)                                                                     | żółtobarczyk owłosiony    | gatunek monotypowy | Andy w Wenezueli, Kolumbii, Ekwadorze, Boliwii i północnej Argentynie; zakres wysokości: 500–3740 m n.p.m. | DC: 5,3–5,9 cm DO: bezogonowy DP: 3,8–4,4 cm MC: 12–17 g        | LC          |
| Sturnira  |         | Sturnira bogotensis   | Shamel, 1927                                                                            | żółtobarczyk mgielny      | gatunek monotypowy | zachodnia Wenezuela, Kolumbia, Ekwador i Peru; zakres wysokości: 1200–3340 m n.p.m. | DC: 6,5–6,8 cm DO: bezogonowy DP: 4,2–4,5 cm MC: 19–20 g        | LC          |
| Sturnira  |         | Sturnira magna        | de la Torre, 1966                                                                       | żółtobarczyk duży         | gatunek monotypowy | Kolumbia (zachodnia Nizina Amazonki) na południe przez wschodnie Andy we wschodnim Ekwadorze, Peru, północnej Boliwii (La Paz, Cochabamba) i Brazylii (Acre); zakres wysokości: do 2300 m n.p.m.                        | DC: 8,4–9,3 cm DO: bezogonowy DP: 5,6–6,1 cm MC: 41–59 g        | LC          |
| Sturnira  |         | Sturnira parvidens    | E.A. Goldman, 1917                                                                      |                           | gatunek monotypowy | Meksyk (od południowej Sonory i środkowe Tamaulipas) na południe do północnej Kostaryki (na południe do Cordillera de Talamanca); zakres wysokości: do 1600 m n.p.m.                                                    | DC: 5,4–6,5 cm DO: bezogonowy DP: 3,7–4,2 cm MC: 13–18 g        | LC          |
| Sturnira  |         | Sturnira bakeri       | Velazco & B.D. Patterson, 2014                                                          |                           | gatunek monotypowy | pacyficzne wybrzeże w Kolumbii (Chacó i Valle del Cauca), południowo-zachodnim Ekwadorze (El Oro) i północn-zachodnim Peru (Tumbes); zakres wysokości: 400–2000 m n.p.m.                                                | DC: 6,4–7,7 cm DO: bezogonowy DP: 4,1–4,7 cm MC: 18,7–26 g      | LC          |
| Sturnira  |         | Sturnira lilium       | (É. Geoffroy Saint-Hilaire, 1810)                                                       | żółtobarczyk mały         | gatunek monotypowy | wschodnia i południowa Brazylia, wschodnia Boliwia, Paragwaj, północno-wschodnia Argentyna i urugwaj; zakres wysokości: do 1500 m n.p.m.                                                                                | DC: 5–7,4 cm DO: bezogonowy DP: 3,9–4,6 cm MC: 14–26 g          | LC          |
| Sturnira  |         | Sturnira giannae      | Velazco & B.D. Patterson, 2019                                                          |                           | gatunek monotypowy | wschodnie Andy w Kolumbii, Wenezueli (na wschód od rzeki Orinoko), Trynidad i Tobago, region Gujana, Ekwador, Peru (na zachód od Andów), północna Boliwia i amazońska Brazylia; zakres wysokości: powyżej 2000 m n.p.m. | DC: 6,5–7,3 cm DO: bezogonowy DP: 4,3–4,7 cm MC: 14–25 g        | NE          |
| Sturnira  |         | Sturnira angeli       | de la Torre, 1966                                                                       | żółtobarczyk antylski     | gatunek monotypowy | Małe Antyle (Montserrat, Gwadelupa, Dominika i Martynika); zakres wysokości: 0–610 m n.p.m. | DC: 6,3–7,5 cm DO: bezogonowy DP: 4,2–4,7 cm MC: brak danych    | NT          |
| Sturnira  |         | Sturnira paulsoni     | de la Torre & A. Schwartz, 1966                                                         |                           | gatunek monotypowy | Małe Antyle (Saint Lucia, Saint Vincent i Grenadyny i Grenada); zakres wysokości: 0–300 m n.p.m. | DC: 6,4–6,7 cm DO: bezogonowy DP: 4–4,2 cm MC: brak danych      | NT          |
| Sturnira  |         | Sturnira luisi        | W.B. Davis, 1980                                                                        | żółtobarczyk pacyficzny   | gatunek monotypowy | znany z całą pewnością z Kostaryki, Panamy, północno-zachodniego Ekwadoru i Surinamu; zakres wysokości: do 700 m n.p.m.                                                                                                 | DC: 6,7–7,4 cm DO: bezogonowy DP: 4,1–4,5 cm MC: 17–25 g        | LC          |